# Église de la Dormition-de-la-Mère-de-Dieu de Dobri Potok
Pour les articles homonymes, voir Église de la Dormition-de-la-Mère-de-Dieu.
L'église de la Dormition-de-la-Mère-de-Dieu de Dobri Potok (en serbe cyrillique : Црква Успења Пресвете Богородице у Добром Потоку ; en serbe latin : Crkva Uspenja Presvete Bogorodice u Dobrom Potoku) est une église orthodoxe serbe serbe située à Lipenović, dans la municipalité de Krupanj et dans le district de Mačva, en Serbie. Elle est inscrite sur la liste des monuments culturels protégés de la république de Serbie (no SK 1599),,.

## Historique
L'église se trouve à environ un kilomètre au nord de Krupnaj, à côté du vieux cimetière de la ville. Elle est mentionnée pour la première fois dans un « defter » (recensement) ottoman datant de 1528 ; à cette époque, elle était située dans le village de Dobri Potok, qui, plus tard, sera connu sous le nom de Lipenović, et dans l'éparchie de Zvornik.
Aucun document écrit ne signale l'église pendant l'occupation autrichienne de la Serbie ottomane entre 1718 et 1739. En revanche, on sait que l'édifice a été brûlé par les Turcs avant 1771 ; des fouilles réalisées autour de l'église ont permis de mettre au jour des restes de bois calciné et, à l'intérieur, quelques poutres conservent la trace d'un incendie ; ces recherches ont également permis de mettre en évidence le fait que l'église était à l'origine construite en pierres et que seules les structures en bois ont été touchées par le feu. L'église a été restaurée en 1771 puis une nouvelle fois en 1821.

## Architecture et peintures
L'église, qui mesure 17 m de long sur 5,8 m de large, est constituée d'une nef unique prolongée par une abside demi-circulaire. Son toit, recouvert de bardeaux, s'élève à 8,50 m. Par son architecture, elle ressemble aux églises en bois de la région.

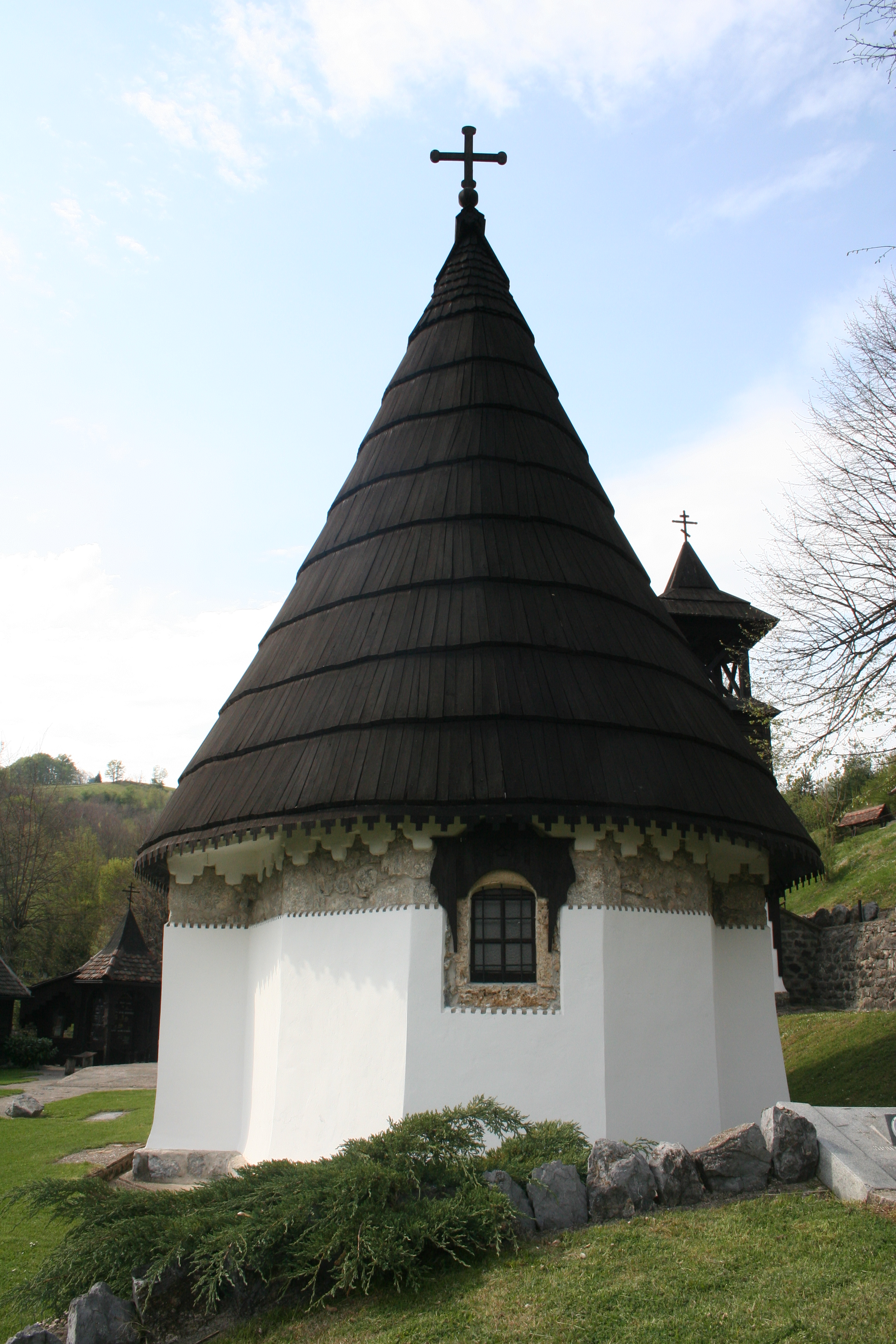
Le chevet de l'église.

Les murs sont bâtis en pierre calcaire et sont enduits de plâtre aussi bien à l'extérieur qu'à l'intérieur. Le porche actuel, soutenu par des piliers en bois, a remplacé le narthex en bois fermé en 1930.
Des éléments de l'ancienne iconostase, réalisée en 1826, se trouvent encore dans l'église ; cette iconostase était constituée de deux rangées d'icônes, des « portes royales », d'un tympan et de cinq grandes croix. Le trésor de l'église abrite trois icônes de l'ancienne structure, tandis que les portes royales ont été achetées pour l'église de Krupanj en 1842. L'iconostase actuelle a été dessinée en 1970 par l'architecte Dragomir Tadić et peinte par Živko Stojisavljević, tous deux originaires de Belgrade.